# Campeonato Mundial de Atletismo de 2005 - 200 m masculino
A competição dos 200 metros masculino no Campeonato Mundial de Atletismo de 2005 foi realizada no Estádio Olímpico, em Helsinque, na Finlândia, entre os dias 9 a 11 de agosto de 2005.

## Recordes
Antes desta competição, os recordes mundiais e do campeonato nesta prova eram os seguintes:
| Tipo                  | Atleta          | Tempo | Local      | Data                 |
| --------------------- | --------------- | ----- | ---------- | -------------------- |
|                       | Michael Johnson | 19.32 | Atlanta    | 1 de agosto de 1996  |
| Recorde do campeonato | Michael Johnson | 19.32 | Gotemburgo | 11 de agosto de 1995 |

## Medalhistas
| Ouro                | Prata                  | Bronze           |
| Justin Gatlin (USA) | Wallace Spearmon (USA) | John Capel (USA) |

## Calendário
Todos os horários estão no horário local (UTC+2)
| Data         | Horário | Fase             |
| ------------ | ------- | ---------------- |
| 9 de agosto  | 12:20   | Eliminatórias    |
| 10 de agosto | 13:45   | Quartas de final |
| 10 de agosto | 18:40   | Semifinal        |
| 11 de agosto | 22:10   | Final            |

## Resultados

### Eliminatórias
Qualificação: Os 3 primeiros de cada bateria (Q) e os 8 melhores tempos (q) avançam para as quartas de final.
Bateria 1
| Pos. | Atleta                  | Nacionalidade     | Tempo | Notas                |
| ---- | ----------------------- | ----------------- | ----- | -------------------- |
| 1    | Stéphan Buckland        | Ilhas Maurícias   | 20.94 | Q                    |
| 2    | Andrew Howe             | Itália            | 21.08 | Q                    |
| 3    | Aaron Armstrong         | Trinidad e Tobago | 21.10 | Q                    |
| 4    | Panayiótis Sarrís       | Grécia            | 21.43 |                      |
| 5    | André Domingos da Silva | Brasil            | 21.44 |                      |
| 6    | Heber Viera             | Uruguai           | 21.71 |                      |
| 7    | Nabie Foday Fofana      | Guiné             | 22.16 | Recorde da temporada |
| 8    | Afzal Baig              | Paquistão         | 22.54 |                      |

Bateria 2
| Pos. | Atleta                 | Nacionalidade     | Tempo | Notas |
| ---- | ---------------------- | ----------------- | ----- | ----- |
| 1    | Ronald Pognon          | França            | 20.37 | Q     |
| 2    | Brian Dzingai          | Zimbabwe          | 20.76 | Q     |
| 3    | Yordan Ilinov          | Bulgária          | 20.85 | Q     |
| 4    | Hamed Hamadan Al-Bishi | Arábia Saudita    | 21.03 |       |
| 5    | Julieon Raeburn        | Trinidad e Tobago | 21.12 |       |
| 6    | Evans Marie            | Seicheles         | 21.65 |       |
| 7    | Noor Adi Bin Rostam    | Brunei            | 24.05 |       |
|      | Obadele Thompson       | Barbados          |       | DNS   |

Bateria 3
| Pos. | Atleta                | Nacionalidade  | Tempo | Notas           |
| ---- | --------------------- | -------------- | ----- | --------------- |
| 1    | Christian Malcolm     | Grã-Bretanha   | 20.36 | Q               |
| 2    | John Capel            | Estados Unidos | 20.40 | Q,              |
| 3    | Sebastian Ernst       | Alemanha       | 20.45 | Q,              |
| 4    | Patrick Johnson       | Austrália      | 20.56 | q,              |
| 5    | Tommi Hartonen        | Finlândia      | 20.58 | q,              |
| 6    | Daniel Abenzoar-Foulé | Luxemburgo     | 21.10 | Recorde pessoal |
| 7    | Nicholas Mangham      | Palau          | 24.39 | Recorde pessoal |
|      | Omar Brown            | Jamaica        |       | DNF             |

Bateria 4
| Pos. | Atleta               | Nacionalidade   | Tempo | Notas |
| ---- | -------------------- | --------------- | ----- | ----- |
| 1    | Tobias Unger         | Alemanha        | 20.45 | Q     |
| 2    | Christopher Williams | Jamaica         | 20.64 | Q     |
| 3    | Marlon Devonish      | Grã-Bretanha    | 20.75 | Q     |
| 4    | Olusoji Fasuba       | Nigéria         | 20.88 | q     |
| 5    | Matic Osovnikar      | Eslovênia       | 20.94 |       |
| 6    | Basílio de Moraes    | Brasil          | 20.99 |       |
| 7    | Abubaker El Tawerghi | Líbia           | 21.72 |       |
|      | Darian Forbes        | Turcas e Caicos |       | DNS   |

Bateria 5
| Pos. | Atleta                | Nacionalidade             | Tempo | Notas |
| ---- | --------------------- | ------------------------- | ----- | ----- |
| 1    | Usain Bolt            | Jamaica                   | 20,80 | Q     |
| 2    | Shingo Suetsugu       | Japão                     | 20,85 | Q     |
| 3    | Kristof Beyens        | Bélgica                   | 20,88 | Q     |
| 4    | Koura Kaba Fantoni    | Itália                    | 21,10 |       |
| 5    | Kevon Pierre          | Trinidad e Tobago         | 21,24 |       |
| 6    | Oumar Loum            | Senegal                   | 21,37 |       |
| 7    | Béranger-Aymard Bossé | República Centro-Africana | 22,02 |       |

Bateria 6
| Pos. | Atleta              | Nacionalidade  | Tempo | Notas |
| ---- | ------------------- | -------------- | ----- | ----- |
| 1    | Tyson Gay           | Estados Unidos | 19.99 | Q     |
| 2    | Marcin Jędrusiński  | Polónia        | 20.14 | Q     |
| 3    | Jaysuma Saidy Ndure | Gâmbia         | 20.14 | Q     |
| 4    | Uchenna Emedolu     | Nigéria        | 20.22 | q     |
| 5    | Johan Wissman       | Suécia         | 20.26 | q     |
| 6    | Leigh Julius        | África do Sul  | 20.37 | q     |
| 7    | Paul Hession        | Irlanda        | 20.40 | q     |

Bateria 7
| Pos. | Atleta             | Nacionalidade            | Tempo | Notas           |
| ---- | ------------------ | ------------------------ | ----- | --------------- |
| 1    | Daniel Batman      | Austrália                | 20.68 | Q               |
| 2    | Guus Hoogmoed      | Países Baixos            | 20.80 | Q               |
| 3    | Justin Gatlin      | Estados Unidos           | 20.90 | Q               |
| 4    | Shinji Takahira    | Japão                    | 21.03 |                 |
| 5    | Dmytro Hlushchenko | Ucrânia                  | 21.15 |                 |
| 6    | Mphelave Dlamin    | Essuatíni                | 21.79 | Recorde pessoal |
| 7    | Dion Crabbe        | Ilhas Virgens Britânicas | 21.82 |                 |
|      | Francis Obikwelu   | Portugal                 |       | DNS             |

Bateria 8
| Pos. | Atleta            | Nacionalidade  | Tempo | Notas |
| ---- | ----------------- | -------------- | ----- | ----- |
| 1    | Wallace Spearmon  | Estados Unidos | 20.51 | Q     |
| 2    | Juan Pedro Toledo | México         | 20.78 | Q     |
| 3    | Joseph Batangdon  | Camarões       | 20.84 | Q     |
| 4    | Dominic Demeritte | Bahamas        | 20.90 | q     |
| 5    | Yang Yaozu        | China          | 21.03 |       |
| 6    | Bruno Pacheco     | Brasil         | 21.05 |       |
|      | David Alerte      | França         |       | DNF   |

### Quartas de final
Qualificação: Os 3 primeiros de cada bateria (Q) e os 4 melhores tempos (q) avançam para as semifinais.
Bateria 1
| Pos. | Atleta            | Nacionalidade  | Tempo | Notas |
| ---- | ----------------- | -------------- | ----- | ----- |
| 1    | Tobias Unger      | Alemanha       | 20.91 | Q     |
| 2    | Wallace Spearmon  | Estados Unidos | 20.91 | Q     |
| 3    | Patrick Johnson   | Austrália      | 20.94 | Q     |
| 4    | Joseph Batangdon  | Camarões       | 21.38 |       |
| 5    | Paul Hession      | Irlanda        | 21.69 |       |
| 6    | Yordan Ilinov     | Bulgária       | 21.94 |       |
| 7    | Brian Dzingai     | Zimbabwe       | 22.32 |       |
|      | Juan Pedro Toledo | México         |       | DSQ   |

Bateria 2
| Pos. | Atleta              | Nacionalidade   | Tempo | Notas |
| ---- | ------------------- | --------------- | ----- | ----- |
| 1    | Tyson Gay           | Estados Unidos  | 20.64 | 'Q    |
| 2    | Stéphan Buckland    | Ilhas Maurícias | 20.66 | 'Q    |
| 3    | Jaysuma Saidy Ndure | Gâmbia          | 20.95 | 'Q    |
| 4    | Marcin Jędrusiński  | Polónia         | 21.07 | 'q    |
| 5    | Johan Wissman       | Suécia          | 21.16 |       |
| 6    | Andrew Howe         | Itália          | 21.19 |       |
| 7    | Dominic Demeritte   | Bahamas         | 21.25 |       |
|      | Uchenna Emedolu     | Nigéria         |       | DNF   |

Bateria 3
| Pos. | Atleta            | Nacionalidade     | Tempo | Notas |
| ---- | ----------------- | ----------------- | ----- | ----- |
| 1    | John Capel        | Estados Unidos    | 20.78 | Q     |
| 2    | Usain Bolt        | Jamaica           | 20.87 | Q     |
| 3    | Aaron Armstrong   | Trinidad e Tobago | 20.94 | Q     |
| 4    | Christian Malcolm | Grã-Bretanha      | 21.02 | q     |
| 5    | Shingo Suetsugu   | Japão             | 21.11 | q     |
| 6    | Leigh Julius      | África do Sul     | 21.45 |       |
| 7    | Sebastian Ernst   | Alemanha          | 21.54 |       |
| 8    | Olusoji Fasuba    | Nigéria           | 21.92 |       |

Bateria 4
| Pos. | Atleta               | Nacionalidade  | Tempo | Notas |
| ---- | -------------------- | -------------- | ----- | ----- |
| 1    | Christopher Williams | Jamaica        | 20.93 | Q     |
| 2    | Justin Gatlin        | Estados Unidos | 20.94 | Q     |
| 3    | Marlon Devonish      | Grã-Bretanha   | 20.95 | Q     |
| 4    | Daniel Batman        | Austrália      | 20.95 | q     |
| 5    | Ronald Pognon        | França         | 21.26 |       |
| 6    | Guus Hoogmoed        | Países Baixos  | 21.26 |       |
| 7    | Kristof Beyens       | Bélgica        | 21.43 |       |
| 8    | Tommi Hartonen       | Finlândia      | 21.54 |       |

### Semifinal
Qualificação: Os 4 primeiros de cada bateria (Q) avançam para as finais.
Bateria 1
| Pos. | Atleta              | Nacionalidade     | Tempo | Notas |
| ---- | ------------------- | ----------------- | ----- | ----- |
| 1    | John Capel          | Estados Unidos    | 20.45 | Q     |
| 2    | Wallace Spearmon    | Estados Unidos    | 20.49 | Q     |
| 3    | Tobias Unger        | Alemanha          | 20.63 | Q     |
| 4    | Usain Bolt          | Jamaica           | 20.68 | Q     |
| 5    | Jaysuma Saidy Ndure | Gâmbia            | 20.75 |       |
| 6    | Daniel Batman       | Austrália         | 20.98 |       |
| 7    | Christian Malcolm   | Grã-Bretanha      | 21.09 |       |
|      | Aaron Armstrong     | Trinidad e Tobago |       | DNS   |

Bateria 2
| Pos. | Atleta               | Nacionalidade   | Tempo | Notas |
| ---- | -------------------- | --------------- | ----- | ----- |
| 1    | Tyson Gay            | Estados Unidos  | 20.27 | Q     |
| 2    | Justin Gatlin        | Estados Unidos  | 20.47 | Q     |
| 3    | Stéphan Buckland     | Ilhas Maurícias | 20.54 | Q     |
| 4    | Patrick Johnson      | Austrália       | 20.65 | Q     |
| 5    | Christopher Williams | Jamaica         | 20.72 |       |
| 6    | Shingo Suetsugu      | Japão           | 20.84 |       |
| 7    | Marlon Devonish      | Grã-Bretanha    | 20.93 |       |
| 8    | Marcin Jędrusiński   | Polónia         | 20.99 |       |

### Final
A final ocorreu dia 11 de agosto às 22:10.
| Pos.              | Atleta           | Nacionalidade   | Tempo | Notas |
| ----------------- | ---------------- | --------------- | ----- | ----- |
| Medalha de ouro   | Justin Gatlin    | Estados Unidos  | 20.04 |       |
| Medalha de prata  | Wallace Spearmon | Estados Unidos  | 20.20 |       |
| Medalha de bronze | John Capel       | Estados Unidos  | 20.31 |       |
| 4                 | Tyson Gay        | Estados Unidos  | 20.34 |       |
| 5                 | Stéphan Buckland | Ilhas Maurícias | 20.41 |       |
| 6                 | Patrick Johnson  | Austrália       | 20.58 |       |
| 7                 | Tobias Unger     | Alemanha        | 20.81 |       |
| 8                 | Usain Bolt       | Jamaica         | 26.27 |       |

Legenda
| Recorde mundial       | Recorde mundial (World record)               |                       | Recorde africano                      | Recorde africano (African) |                                           | Q | Classificado por posição (Qualified) |
| Recorde do campeonato | Recorde do campeonato (Championship record)  | Recorde da América    | Recorde da América (Americas)         | q                          | Classificado por melhor tempo (Qualified) |   |                                      |
| Melhor marca do ano   | Melhor marca do ano (World leading)          | Recorde asiático      | Recorde asiático (Asian)              | DNS                        | Não largou (Did not start)                |   |                                      |
| Recorde nacional      | Recorde nacional (National record)           | Recorde europeu       | Recorde europeu (European)            | DNF                        | Não terminou (Did not finish)             |   |                                      |
| Recorde pessoal       | Recorde pessoal do atleta (Personal best)    | Recorde da Oceania    | Recorde da Oceania (Oceania)          | DSQ / DQ                   | Desclassificado (Disqualified)            |   |                                      |
| Recorde da temporada  | Recorde da temporada do atleta (Season best) | Recorde sul-americano | Recorde sul-americano (South America) | NM                         | Sem marca (No mark)                       |   |                                      |